# Sophia Junk
Sophia Junk (1 de marzo de 1999) es una deportista de Alemania que compite en atletismo. Ganó una medalla de oro en el Campeonato Mundial de Atletismo Sub-20 de 2018, en la prueba de 4 × 100 m.